# 真夜中のパーティー
『真夜中のパーティー』（まよなかのパーティー、原題：The Boys in the Band）は、マート・クロウリー原作による1968年初演のオフ・ブロードウェイ舞台劇、およびそれを基に制作された1970年のアメリカ合衆国の映画（KINENOTEでは『真夜中のパーティ』表記）。2020年にも映画化される。同年版の邦題は『ボーイズ・イン・ザ・バンド』。
1995年のアメリカ合衆国のドキュメンタリー映画『セルロイド・クローゼット』によれば、ハリウッド映画史において初めて「同性愛を真正面から描いた」作品である。仲間の誕生日パーティに集まったゲイたちの一晩の出来事を描く。

## 概要
マート・クロウリーが書いた舞台劇『The Boys in the Band』は1968年4月15日、オフ・ブロードウェイのシアター・フォーで初演された。演出はロバート・ムーア。プロデューサーはリチャード・バーとチャールズ・ウッドワード・ジュニアが務めた。クロウリーのほか、ムーアとバーもゲイであった。タイトルは、映画『スタア誕生』でジェームズ・メイソンがジュディ・ガーランドに言う台詞 "You're singing for yourself and the boys in the band." から取られた。劇はヒットし、1970年9月6日の終演までに1,001回上演された。
CBSの子会社、シネマ・センター・フィルムズの制作で映画化が決まったとき、クロウリーとTVプロデューサーのドミニク・ダン（Dominick Dunne）はロバート・ムーアに監督させることを望んだ。しかし会社は映画経験のないムーアに大役を任せることを躊躇した。そこで選ばれたのがハロルド・ピンターが原作の『The Birthday Party』（1968年）を監督したウィリアム・フリードキンであった。クロウリーはプロデューサーを自ら務め、脚本も担当した。
フリードキンはリハーサルに2週間かけた。オープニングのバーのシーンは、グリニッジ・ヴィレッジの Julius で撮影された。主人公のマイケルのアパートは、マート・クロウリーの友人の女優、タミー・グライムズ（Tammy Grimes）がアッパー・イースト・サイドに住んでいた家を元に、チェルシー・スタジオに忠実なセットが作られた。中庭のシーンのほとんどはグリムズの実際の家で撮影された。
オープニング・クレジットで使われている曲はハーパース・ビザールの「Anything Goes」。マイケル、エモリー、ラリー、バーナードの4人が踊る場面でかかるレコードはマーサ&ザ・ヴァンデラスの「ヒート・ウェイヴ」。そのほか、マーヴィン・ゲイとタミー・テレルの「Good Lovin' Ain't Easy to Come By」、ウィルソン・ピケットの「Funky Broadway」、「恋の面影」のバート・バカラック自身によるインストゥルメンタル・バージョン、セルジオ・メンデスの「The Frog」、ジョー・テックスの「Take the Fifth Amendment」などが流れる。
写真モデル役でモード・アダムスが出演している。
日本では、青井陽治の翻訳・演出で1983年に初演され、以降様々な俳優によって上演されている。

## ストーリー
真夏のニューヨーク。アッパー・イースト・サイドにあるマイケルのアパートでは、ゲイ仲間のハロルドの誕生日を祝う準備が進められていた。やがて仲間たちも集まりパーティーが始まるが、中には一人だけストレートのアランがいた。そんな彼の存在が、マイケルたちの心に変化をもたらしていく。そしてマイケルは強引に「ゲーム」を始める。それは、心から愛している、または愛していたと思う相手に電話をかけ、直接「愛している」と告げると言うものだった。これをきっかけに、それぞれの過去や本音が明かされていく。
バーナードとエモリーはそれぞれ少年時代の切ない片想いについて語った後に、その相手に電話をかける。バーナードは相手が留守、エモリーは名乗る前に切られてしまう。
真面目なハンクは、同棲中の恋人ラリーの派手な男遊びに怒りが爆発する。一方のラリーも自由に生きたい気持ちをハンクにぶつける。本音をぶつけ合った2人は、互いに電話で愛を告げると、寝室で改めて愛を確認し合う。
マイケルはアランに詰め寄り、ゲイであることを隠していると責める。アランは強く否定し、「愛する人」に電話をかける。アランが電話をかけた相手はゲイの友人ジャスティンだと確信していたマイケルだったが、アランが電話で愛を告げたのは妻だった。愕然とするマイケルにハロルドが追い討ちをかける。マイケルは自分がゲイであることを否定したいのだとマイケルの本音を鋭く突く。
パーティーが終わり、恋人ドナルドと2人切りになったマイケルは激しく泣き崩れる。薬を飲んで落ち着いたマイケルは深夜のミサに出かける。

## 登場人物
※舞台版・映画版ともに同じ俳優たちが演じた。
マイケル
演 - ケネス・ネルソン
失業保険で贅沢をしているゲイ。カトリック。映画好き。
ハロルド
演 - レオナルド・フレイ
32歳の誕生日を迎えたユダヤ系のゲイ。
エモリー
演 - クリフ・ゴーマン
室内装飾の仕事をしているおネエ系のゲイ。
ハンク
演 - ローレンス・ラッキンビル
数学教師でラリーと同棲中の真面目なゲイ。
ドナルド
演 - フレデリック・コムズ
マイケルの恋人。
ラリー
演 - キース・プレンティス
ファッション・フォトグラファーで浮気性のゲイ。
バーナード
演 - ルーベン・グリーン
本屋で働いているアフリカ系のゲイ。
アラン
演 - ピーター・ホワイト
マイケルの大学時代からの友人で堅物の弁護士。
男娼
演 - ロバート・ラ・トゥールノウ
エモリーがハロルドに贈った誕生日プレゼント。

## 2020年日本での舞台
2020年7月18日より、安田顕主演・白井晃演出により、東京（Bunkamuraシアターコクーン・なかのZERO 大ホール）・仙台（東京エレクトロンホール宮城）・札幌(カナモトホール)・大阪（梅田芸術劇場シアター・ドラマシティ）にて上演された。タイトルは『ボーイズ・イン・ザ・バンド～真夜中のパーティー～』。
7月27日には、関係者に微熱症状があったため、公演を急遽中止とした。同日夜には新型コロナウイルスのPCR検査と抗原検査の結果、陰性であったことが判明し、翌日以降の公演は予定通り実施した。

### キャスト
- マイケル：安田顕（TEAM NACS）
- ドナルド：馬場徹
- ハンク：川久保拓司
- カウボーイ：富田健太郎
- エモリー：浅利陽介
- ラリー：太田基裕
- バーナード：渡部豪太
- アラン：大谷亮平
- ハロルド：鈴木浩介